# Ян Птасьнік
Ян Птасьнік (Ptaśnik; 15 січня 1876, Міклюшовиці — 22 лютого 1930, Львів) — польський історик культури, археограф і громадський діяч. Професор (1910). Дійсний член АН у Кракові (1929).

## Біографія
Народився в с. Міклюшовіце (нині село Бохенського повіту Малопольського воєводства, Польща) в селянській родині. Закінчив народну школу, а згодом — гімназію в Бохні (нині місто Малопольського воєводства, Польща). 1897—1901 навчався на правничому та філософському факультетах Краківського університету. 1901—07 вчителював у гімназіях Кракова та Перемишля. 1903 захистив докторську дисертацію на тему: «Pierwszy Boner, czyli początek magnackiej rodziny w Polsce w wieku XVI» в Краківському університеті.
Член римських археографічних експедицій, організованих АН у Кракові (1903—05, 1908—11). Результатом цих експедицій стало видання 2-х томів джерел «Acta Camerae Apostolicae» (1913) та «Analecta Vaticana 1202—1366» (1914), а також низки праць, присвячених стосункам Польщі з Апостольською столицею («Kollektorzy Kamery apostoskiej w Polsce Piastowskiej» (1907), «Denar świętego Piotra obrońcą jedności politycznej i kościelnej w Polsce» (1908), «Gli Italiani a Cracovia del XVI secolo al XVIII» (1909), «Włoski Kraków za Kazimierza Wielkiego i Władysława Jagiełły» (1910)). 1907 на підставі захисту праці «Z dziejów kultury włoskiego Krakowa» здобув габілітацію в Краківському університеті. Від 1907 — приват-доцент, від 1910 — професор Краківського університету. 1910—12 здійснив археографічну подорож до Нюрнберга (Німеччина), Брюсселя (Бельгія) та Лондона (Велика Британія), у результаті чого з'явилися джерельне видання «Akta norymberskie do dziejów handlu z Polską w wieku XV» (1909—13) та кілька праць, присвячених життю і творчості Віта Ствоша (напр. «Ze studiów nad Witem Stwoszem i jego rodziną»; 1910). У роки Першої світової війни збирав матеріали до збірки документів «Cracovia artificum 1300—1500» (1917).
Від 1918 — член-кореспондент, від 1929 — дійсний член АН у Кракові. Був членом Наукового товариства у Львові, Польського історичного товариства, Товариства польських бібліотекарів та ін. Від 1920 — професор Львівського університету, керівник кафедри історії середніх віків. Від 1923 — головний редактор часопису «Kwartalnik Historyczny». Виховав плеяду талановитих учнів (Я. Дамбровский, Р. Гродецкий, Л. Харевічова, С. Лемпіцкий, К. Малечинський та ін.). У львівський період досліджував історію польських міст («Miasta w Polsce» (1922), «Walki o demokratyzację Lwowa od XVI do XVIII w.» (1925), «Miasta i mieszczaństwo w dawnej Polsce» (1934)). Також у цей час досліджував історію польського книговидання — опублікував збірку джерел «Monumenta Poloniae typographica XV et XVI saeculorum» (1922) та низку праць («Papiernie w Polsce XVI w.» (1920), «Drukarze i księgarze krakowscy XV i XVI wieku» (1922)). Видав низку праць з історії польської та європейської культури («Kultura włoska wieków średnich w Polsce» (1922), «Kultura wieków średnich: Życie religijne i społeczne» (1925).
Помер у м. Львів.